# Kertai Pál
Kertai Pál, születési és 1945-ig használt nevén Klein Pál Róbert (Tótvázsony, 1927. december 20. – Budapest, 2016. május 25.) orvos, az orvostudományok kandidátusa (1964), doktora (1974), az ÁNTSZ megalapítója.

## Életpályája
Kertai (Klein) Dénes (1895–1961) nagybérlő, mérnök és Hódos Blanka (1903–2000) fiaként született zsidó családban. Apai nagyanyja, Berger Róza terelgette unokáját az orvosi pálya felé: 10. születésnapjára megkapta tőle Paul de Kruif Bacillusvadászok című könyvét, míg 15. születésnapján már Pólya Jenő épp akkor megjelent Az orvostudomány regénye című könyvével ajándékozta meg.
Az elsőtől a hetedik osztályig a Budapesti V. kerületi Magyar Királyi Állami Bólyai Gimnáziumban végezte tanulmányait. 1945 márciusában belépett a Magyarországi Szociáldemokrata Pártba. 1951. augusztus 14-én summa cum laude minősítéssel a Budapesti Orvostudományi Egyetemen avatták orvosdoktorrá. 1951 és 1958 között az egyetem Kórélettani Intézetében dolgozott, majd 1958-ban átvette az Országos Közegészségügyi Intézet Kórélettani Osztályának vezetését. 1964-ben a külső környezet kórokozó hatásának kísérletes vizsgálata című disszertációja alapján az orvostudományok kandidátusává minősítették. 1973-ban akadémiai doktori fokozatot szerzett a környezet-egészségtan területén. 
A Debreceni Orvostudományi Egyetem Közegészségtani és Járványtani Intézetének élére 1974-ben nyert kinevezést.
Miniszteri biztosként irányította az Állami Népegészségügyi és Tisztiorvosi Szolgálatot (ÁNTSZ) életre hívó törvény kidolgozását, s a Magyar Köztársaság első tiszti-főorvosaként lehetőséget kapott a Szolgálat megszervezésére. Két cikluson keresztül (1991–1995), az Antall-, Boross- és Horn-kormányok idején az ország első tisztifőorvosa volt. 
1995-ben nyugalomba vonult, de később visszatért a Debreceni Orvostudományi Egyetemre. 1999-től mint professor emeritus vett részt a Közegészségtani és Járványtani Intézet oktatói és kutatói munkájában. 
A Debreceni köztemetőben kísérték utolsó útjára. 

### Családja
Felesége Fóris Gabriella (1937–2017) immunológus, a Debreceni Egyetem Általános Orvostudományi Karának emeritus tanácsadója volt. Lányuk Kertai Helga Nóra (1962–2021) gimnáziumi tanár.

## Kutatási területe
Főleg megelőző orvostannal foglalkozott. Korábban – többek között – a táplálkozás élettanával, a golyva kóroktanával, a bakteriális toxinok hatásával, az emberi környezetben fellelhető rákkeltő anyagok hatásmechanizmusával foglalkozott.
Későbbi kutatási témái: 
- Kísérletes daganatok kemoprevenciója
- Kísérletes metastasis vizsgálat

## Művei
- Arteritis temporalis. Endes-Eiserth Pongráccal. (Orvosi Hetilap, 1949, 14.)
- Feltételes reflex kiépítése az adrenalin által okozott mellékvese C-vitamin csökkentéssel kapcsolatban. Weisz Pállal, Gláz Edittel, Vasenszky Szilárddal, Schulz Andrással, Szendi Jánossal. (Orvosi Hetilap, 1952, 14.)
- Aneurin hatása a hypophysis-mellékvesekéreg rendszerre. Kemény Tiborral, Weisz Pállal. (Orvosi Hetilap, 1953, 23.)
- Hypothermia hatása a vérnyomás reflektoros önszabályozására. Dubecz Sándorral, Kokás Ferenccel, Ludány Györggyel. (Orvosi Hetilap, 1954, 30.)
- A gyomor-bél csatorna hatása a fehérvérsejtszámra. Zalai Magdával. (Orvosi Hetilap, 1955, 13.)
- A jódanyagcsere. (Orvosi Hetilap, 1956, 16.)
- Hipertermia hatása a vérnyomás reflektoros összeszabályozására. Dubecz Sándorral, Kocsár Lászlóval, Ludány Györggyel. (Az MTA Orvosi Tudományok Osztályának Közleményei, 1957, 8.)
- A mellékvesekéreg hormonjainak támadás pontjairól. Fehér Imrével, Gáti Tiborral, Harmos Györggyel, Döklen Annával, Kocsis Ferenccel. (Magyar Belorvosi Archívum, 1958, 4–5.)
- Néhány adat a granulocyták eltüntetésének és mobilizálásának kérdéséhez. Többekkel. (Az MTA Orvosi Tudományok Osztályának Közleményei, 1958, 9.)
- Adatok a felszívódás mechanizmusához. Fehér Imrével, Gáti Tiborral. (Az MTA Orvosi Tudományok Osztályának Közleményei, 1958, 9., 2. szám)
- A szájon át ható antidiabeticumok hatásmechanizmusa. Magyar Imrével, Márton Istvánnal, Máthé Zoltánnal, Réfi Zoltánnal. (Orvosi Hetilap, 1958, 26.)
- Egész test Röntgen-besugárzás hatása a kapilláris permeabilitásra. Szabó Györggyel, Magyar Zsuzsával, Zádory Ernővel. (Orvosi Hetilap, 1958, 45.)
- Chlorpromazin hatása a pajzsmirigy működésére. Földes Jánossal, Nagy Jánossal. (Orvosi Hetilap, 1960, 12.)
- A leukaemia-kutatás közegészségtani és kórélettani vonatkozásai. (Orvosi Hetilap, 1961, 2.)
- A vékonybél élettana és kórélettana. (Orvosi Hetilap, 1961, 44.)
- Egyszerű eljárás a vérben keringő J131 tartalmú pajzsmirigyhormonok analízisére. Remenárné Balogh Irénnel. (Orvosi Hetilap, 1961, 45.)
- Kórélettani gyakorlatok. Egyetemi segédtankönyv; Medicina, Budapest, 1962
- Organikus jódvegyület hatása a serum fehérjéhez kötött és butanollal extrahálható jódszintjére. Braun Pállal, Gedeon Andrással, Remenárné Balogh Irénnel. (Orvosi Hetilap, 1962, 6.)
- Mennyiben használható a radioaktív jódizotóp a vérben keringő pajzsmirigyhormonok analízisére? Remenárné Balogh Irénnel. (Orvosi Hetilap, 1963, 4.)
- Az enteroseptol felszívódásának vizsgálata állatkísérletekben. R. Balogh Irénnel, Braun Pállal, Gedeon Andrással. (Orvosi Hetilap, 1964, 6.)
- A petefészek sugárkárosodásánakkvantitatív szövettani vizsgálata. Czeizel Endrével, Palkovits Miklóssal, Palkovich Imrével, Vaczó Györggyel. (Morphológiai és Igazságügyi Orvosi Szemle, 1964, 4.)
- Adatok az endotoxin-feotopathia mechanizmusához. Sajgó Mihálynéval, Czeizel Endrével, Kovács Izabellával, Kovács Máriával. (Magyar Nőorvosok Lapja, 1965, 5.)
- Szérum koleszterin szint és életkor. Tuzson Pálnéval, Krasznai Ivánnal. (Orvosi Hetilap, 1965, 48.)
- Polimerek daganat-okozó hatásának kísérletes vizsgálata. Fáy Kálmánnéval, Rácz Pállal. (Az MTA Orvosi Tudományok Osztályának Közleményei, 1967, 18.)
- Egy vízderítésre használt koaguláns neurotoxikológiai vizsgálata. Major Magdával, Dési Illéssel, Farkas Ildikóval. (Az MTA Orvosi Tudományok Osztályának Közleményei, 1967, 18.)
- Amphetamin és chlorpromazin hatása patkányok tanulási folyamataira. Dési Illéssel, Farkas Ildikóval, Major Magdával, Hegyi Ágnessel. (Az MTA Orvosi Tudományok Osztályának Közleményei, 1967, 19.)
- Niamid antidiabetikus hatása. Braun Pállal, Fóris Gabriellával, Gedeon Andrással. (Orvosi Hetilap, 1967, 37.)
- Általános biológia; közrem. Schiefner Kálmán; Tankönyvkiadó, Budapest, 1968 (Mérnöki Továbbképző Intézet kiadványa)
- A magyarországi golyvaprofilaxis 15 esztendeje. Balogh Irénnel. (Orvosi Hetilap, 1968, 29.)
- A fertőzés élettana. (Orvosi Hetilap, 1968, 42.)
- A vízben és szennyvízben előforduló szennyező anyagok élettani és kórtani hatása. (Hidrológiai Közlöny, 1971, 2.)
- Utilization of a Trypanosoma equiperdum test in studies on the radioprotective action of endotoxin. Fóris Gabriellával, Újhelyi Károllyal, Fáy Kálmánnal. (Acta Veterinaria, 1971)
- Transport Processes in Living Organism (1972, társszerzőkkel)
- Korunk biológiája; Gondolat, Budapest, 1973
- Kórélettani gyakorlatok. Egyetemi segédtankönyv]; átdolg. Földvári Péter; 3. bővített kiadás; Medicina, Budapest, 1973
- A neuro-endocrin rendszer szerepe az endotoxin kiváltotta zsírsavobilizációban. Sajgó Mihálynéval. (Az MTA Orvosi Tudományok Osztályának Közleményei, 1973, 24.)
- Közegészségtan; Biró György: Katonai közegészségtan; Medicina, Budapest, 1982
- A megelőzés szerepe a daganatok elleni küzdelemben. (Magyar Tudomány, 1986, 7.)
- Kísérletes granulocytás leukaemia patkányokban. Ember Istvánnal, Uzvölgyi Évával. (Magyar Belorvosi Archívum, 1987, 5.)
- Gondolatok orvosképzésünk reformjairól. (Felsőoktatási Szemle, 1988, 10.)
- Számítástechnikai alkalmazói képzés a közegészségtan oktatásában. Agócs Lászlóval, Rády Péterrel. (Felsőoktatási Szemle, 1988, 11.)
- Értékpremisszák a társadalomtudományok oktatásában a DOTE-n. Magyaródi Sándorral, Fülöp Tamással, Bujalos Istvánnal és Bánfalvi Attilával. (Felsőoktatási, 1989, 10.)
- Közegészségtan. Egyetemi tankönyv; Biró György: Katonai közegészségtan; 3. javított kiadás; Medicina, Budapest, 1989
- Néhány elgondolkoztató adat Magyarország és az Egyesült Államok rákstatisztikájának összehasonlításakor. (Népegészségügy, 1990, 1.)
- Közegészségtani gyakorlatok; DOTE, Debrecen, 1990
- Az emberi retinoblastoma kifejlődését gátló gén: a tumor szuppresszor gének prototípusa. Uzvölgyi Évával. (Orvosi Hetilap, 1990, 24.)
- Közlekedési balesetek. Pásztor Emillel. (Magyar Tudomány, 1997)
- Ionizáló sugárzás és daganatképződés. (Debreceni Szemle, 1997, 3–4.)
- Megelőző orvostan. A népegészségügy elméleti alapjai; Medicina, Budapest, 1999
- Az én szociáldemokráciám. (Valóság, 2010, 1.)

## Díjai, elismerései
- Markusovszky Lajos-díj (1962)[12]
- Érdemes orvos (1964)
- Fodor József-emlékérem (1972, 1996)
- Oktatásügy Kiváló Dolgozója (1977)[13]
- Bocskai István-díj (1992)[14]
- Pro Sanitate Emlékérem (1992)
- Magyar Felsőoktatásért Emlékplakett (1993)
- Hőgyes Endre-emlékérem (1995)[15]
- Magyar Köztársasági Érdemrend középkeresztje (1995)
- Krompecher István-emlékérem (1997)
- Johan Béla-emlékérem (1998)
- Hatvani István-díj (Debrecen város) (2003)
- Batthyány-Strattmann László-díj (2011)

## Szervezeti tagságai
- Megelőző Orvostudományi Bizottság (2011–2016)
- V. Orvosi Tudományok Osztálya (szavazati jogú tag) (2011–2016)
- Magyar Élettani Társaság (2011–2016)
- Megelőző Orvostudományi Tudományos Bizottság (2011)
- Magyar Higiénikusok Társasága (2011–2016)
- Népegészégügyi Tudományos Társaság
- European Association of Cancer Research (2011–2016)
- European Toxicological Society

## Emlékezete
2017 decemberében emléktáblát avattak egykori otthonánál, a Csaba utca 16/b szám alatti háznál.